# Jogador contra ambiente
Jogador contra ambiente (sigla JxA), também conhecido pelo termo em inglês Player versus environment (sigla PvE) refere-se a uma modalidade de jogos eletrônicos multijogador ou situação na qual os jogadores enfrentam criaturas guiadas por pelo próprio jogo.
Antes do surgimento dos jogos online, todos os jogos se classificavam como PvE ou PvM, onde um jogador se relacionava com outros personagens fictícios cujo comportamento se dava através do algoritmo do jogo. Uma exceção eram os jogos de dois ou mais jogadores onde era possível o PvP (Player versus Player), em que o jogador enfrentava outros jogadores humanos.
Os termos PvE e PvP começaram a ser utilizados nos jogos de MMORPG, onde o jogador poderia se relacionar com os NPCs (Non-Player Characters) ou com outros jogadores. Dentro do MMORPG e outras categorias de jogos, estes termos são geralmente utilizados em ambientes de batalha, onde os confrontos contra outros jogadores caracterizam o PvP e os confrontos contra criaturas fictícias (controladas pelo programa de computador) caracterizam o PvE.